# Salem, Illinois
Salem là một thành phố thuộc quận Marion, tiểu bang Illinois, Hoa Kỳ. Năm 2010, dân số của thành phố này là 7485 người.

## Dân số
Dân số qua các năm:
- Năm 2000: 7909 người.
- Năm 2010: 7485 người.